# (852) Wladilena
(852) Wladilena est un astéroïde de la ceinture principale découvert le 2 avril 1916 à Simeis par l'astronome russe Sergueï Beljawsky. Sa désignation provisoire était 1916 S27. Il est nommé d'après Vladimir Lénine.